# 高橋武士
高橋 武士（たかはし たけし、1926年 - ）は、日本の建築家。広島県出身。建築モード研究所を開設し活躍した。
1936年に日本大学専門部を卒業し、当初は構造設計担当としてアントニン・レーモンド率いるレーモンド設計事務所に入所。同事務所を経て独立。
建築モード研究所はその後東京都立日比谷図書館や東京都環境科学研究所、東京・江東区の有明コロシアムなどの作品を残したが、2000年に不渡りを出して事務所を閉鎖し、翌2001年に東京地方裁判所から破産宣告を受けた。その他の作品に、大熱海国際ゴルフクラブ・クラブハウス、出流山満願寺鐘楼堂、東京兜町の証券取引所の脇にある鎧橋などがある。